# Jonatan Johansson
Jonatan Lillebror Johansson (ur. 16 sierpnia 1975 w Sztokholmie) – fiński piłkarz grający na pozycji napastnika, a także trener.

## Kariera klubowa
Johansson karierę rozpoczynał w 1993 roku w fińskim zespole Pargas IF. W 1995 roku przeszedł do klubu Veikkausliigi – Turun Palloseura. W barwach tej drużyny rozegrał 32 spotkania i zdobył 6 bramek. Wtedy też został powołany do reprezentacji Finlandii U-21. W 1997 odszedł do estońskiej Flory Tallinn, stając się jednocześnie pierwszym Finem w grającym w tamtejszej lidze. Jednak w Meistriliidze zdążył rozegrać tylko 9 spotkań i strzelić 9 goli, po czym został sprzedany do Rangers.
Szkocki klub zapłacił za Johanssona 500 tysięcy funtów, ale aż do odejścia ówczesnego trenera – Waltera Smitha nie grywał w pierwszym zespole. Zmiana nastąpiła po przyjściu Holendra Dicka Advocaata. Johansson zaczął regularnie występować w meczach pierwszej drużyny i w sezonie 1998/1999 zdobył 13 bramek – 8 w Scottish Premier League oraz 5 w Pucharze UEFA.
Latem 2000 podpisał kontrakt z klubem angielskiej Premier League – Charltonem Athletic. Anglicy musieli zapłacić wtedy za niego 3,25 miliona funtów oraz dodatkowe £250,000 po 25 występach i uniknięciu spadku. W pierwszym sezonie zdobył 14 bramek, mimo kontuzji w końcówce sezonu. Po jej wyleczeniu nigdy już nie powrócił do dawnej formy. W styczniu 2006 Johansson został wypożyczony do Norwich City. Zagrał tam w 12 meczach i strzelił 3 gole. W lipcu 2006 za 1,1 miliona euro został sprzedany do Malmö FF, skąd po rozegraniu 55 ligowych spotkań odszedł do Hibernianu. Następnie trafił do St Johnstone.

## Kariera reprezentacyjna
W reprezentacji Finlandii Johansson zadebiutował 16 marca 1996 w meczu przeciwko Kuwejtowi. W latach 1996–2010 w drużynie narodowej rozegrał 106 spotkań i zdobył 21 bramek.